# Прата Чентро (Сондрио)
Прата Чентро је насеље у Италији у округу Сондрио, региону Ломбардија.
Према процени из 2011. у насељу је живело 1224 становника. Насеље се налази на надморској висини од 302 м.